# Simone Ferrari

a Compétitions nationales et continentales officielles uniquement.

b Matchs officiels uniquement.
Dernière mise à jour le 18 août 2019.
Simone Ferrari, né le 28 mars 1994 à Cernusco sul Naviglio (Italie), est un joueur international italien de rugby à XV. Il joue au poste de pilier au Benetton Trévise.

## Biographie
En mai 2023, il est sélectionné avec l'Italie dans un groupe de 46 joueurs pour préparer la Coupe du monde 2023.
Au mois de janvier 2024, il est forfait pour le début du Tournoi des Six Nations et n'est donc pas sélectionné. Le mois suivant, désormais apte, il est convoqué pour préparer la troisième journée du Tournoi des Six Nations,.

## Statistiques en équipe nationale
Au 7 décembre 2024, Simone Ferrari compte 59 sélections, depuis sa première sélection le 19 novembre 2016 face à l'Afrique du Sud.
Simone Ferrari participe à deux éditions du Tournoi des Six Nations en 2018 et 2019.